# Кімбурга Мазовецька
Кімбурга Мазовецька або Цимбарка Мазовецька (нім. Cimburgis von Masowien; пол. Cymbarka Mazowiecka); (1394 або 1397 — 28 вересня 1429) — польсько-литовська княжна з династії П'ястів, була правителькою Австрійського князівства з 1412 до 1424, як дружина правителя Австрії Ернста Залізного з династії Габсбурґів.
Мати імператора Священної Римської імперії Фрідріха III.

## Біографія
Була другою донькою князя Земовита IV з мазовецького лінії династії П'ястів. Її мати була литовська княжна Олександра, дочка Великого князя Литовського Ольгерда, сестра короля Польщі Владислава II Ягайла, що також погодила з династії Королів Русі.
Князь Австрії Ернст Залізний, після смерті своєї першої дружини Маргарет Померанської приїхав до Кракова для заручин з Цимбаркою.
Її дядько — король Владислав II Ягайло, що застряг у польсько-литовсько-тевтонській війні й одночасно протистояв королю Сигізмунду Угорському, організував цей шлюб для зміцнення зв'язків з династією Габсбурґів.
Весілля відбулося 25 січня 1412 року в Буді. Хоча шлюб не був схвалений сім'єю Габсбурґів, він виявився щасливим. Після смерті братів Вільяма і Леопольда IV, Ернст став єдиним правителем внутрішніх Австрійських територій, а його двоюрідний брат Альбрехт II керував власне Австрійським герцогством.
Цимбарка Мазовецька стала родоначальницею багатьох поколінь імператорів Священної Римської імперії, Австро-Угорських імператорів, королів Іспанії, королів Угорщини і Хорватії, королів Галичини і Волині з династії Габсбурґів.

## Родина
Чоловік — Ернст Залізний, герцог Внутрішньої Австрії
Діти:
- Фрідріх III  (1415—1493) — імператор Священної Римської імперії
- Маргарет Австрійська (1416—1486) — дружина Фредеріка II, правителя Саксонії.
- Альбрехт VI, ерцгерцог Австрії (1418—1463).
- Катерина Австрійська (1420—1493) — дружина Карла I, маркграфа Баден-Бадена.
- Ернест II Австрійський (1420—1432).
- Олександра Австрійська (1421).
- Анна Австрійська (1422—1429).
- Леопольд Австрійський (1424, Вінер-Нойштадт).
- Рудольф Австрійський (1424, Вінер-Нойштадт).

## Генеалогія
Кімбурга Мазовецька веде свій родовід, в тому числі, й від Галицько-Волинських князів Данила Романовича, Льва Даниловича й Юрія Львовича.